# Lekcja muzealna
Lekcja muzealna – forma edukacji muzealnej kierowana w głównej mierze do grup szkolnych, której celem jest wykorzystanie potencjału placówki muzealnej do wzbogacenia zajęć dydaktycznych prowadzonych przez szkoły.
Głównym motywem lekcji jest zapewnienie uczniom bezpośredniego obcowania z muzealiami lub miejscami o bogatej historii, w tym poznawaniem ich przez pryzmat historii ludzkich (twórców, właścicieli, użytkowników). Podczas prowadzenia lekcji muzealnych winno się odchodzić od systemu klasowo-lekcyjnego, łączyć różnorodne formy przekazywania wiedzy w atrakcyjny sposób i z wykorzystaniem nowoczesnych technik, a także zapewnić możliwość odwiedzenia miejsc lub obejrzenia eksponatów na co dzień niedostępnych dla zwiedzających.